# Joshua Thompson
Joshua Thompson (ur. 25 lutego 1991 w Boltonie) – angielski piłkarz występujący na pozycji obrońcy. Obecnie zawodnik Celticu.